# Fort Prinzenstein

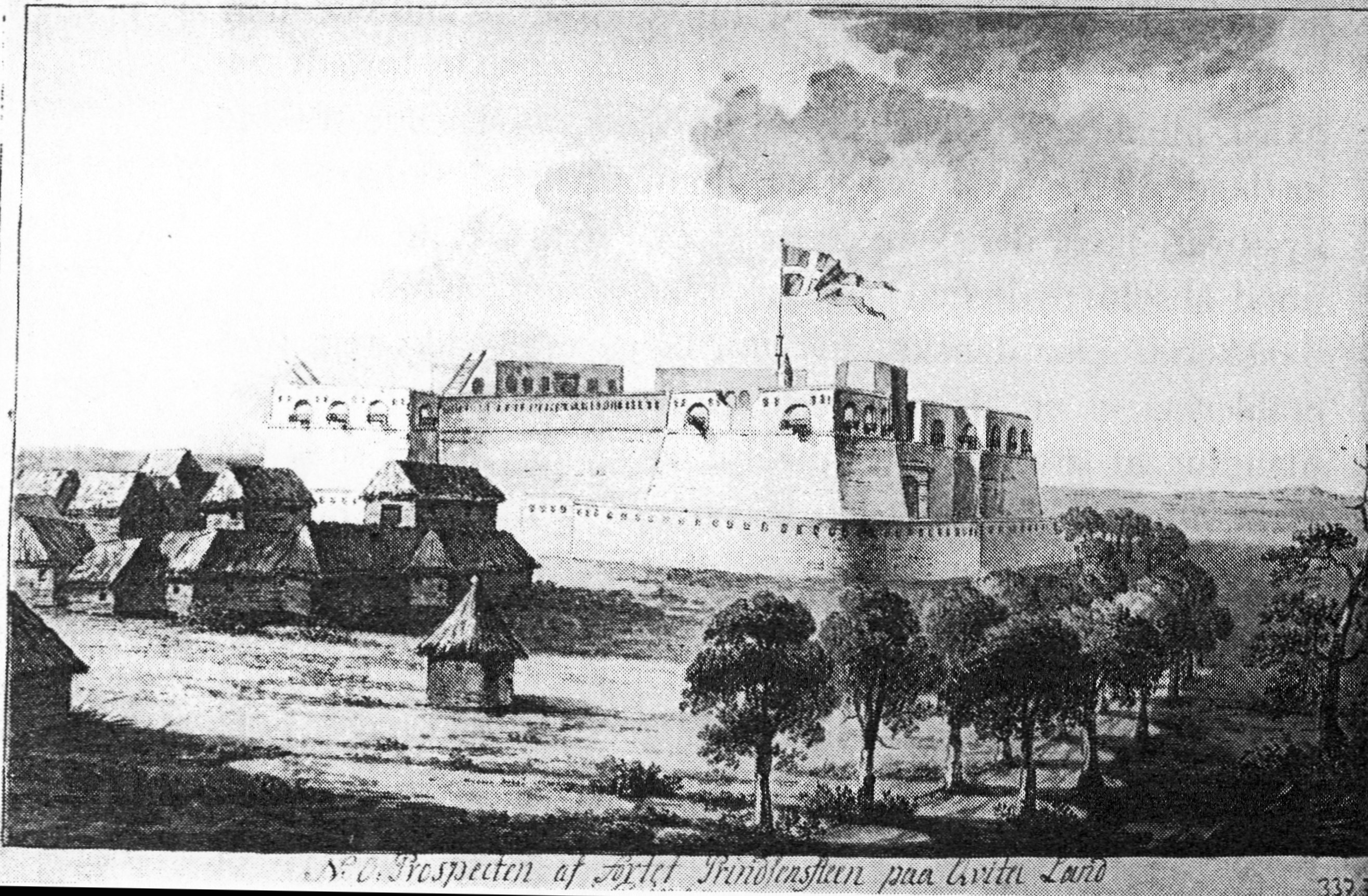
Fort Prinzenstein in historischer Darstellung (Ende des 18. Jahrhunderts)

Fort Prinzenstein (Dänisch: Fort Prindsensteen, Fort Prinsensten) ist ein Fort in Keta, Ghana, das auf der Nehrung zwischen der Keta-Lagune und dem Atlantischen Ozean gelegen ist. Der Name des Forts rührt daher, dass die Grundsteinlegung von zwei Prinzen gleichzeitig vorgenommen wurde.
Das Fort war ein Festungsbau von quadratischem Typus mit vier Bastionen an den jeweiligen Eckpunkten, die vornehmlich als Geschützstellungen dienten. Der Festungsbau diente in erster Linie dem Schutz einer an dieser Stelle seit 1745 existierenden dänischen Faktorei.

## Vorgeschichte
An gleicher Stelle hatte bereits von 1734 bis 1737 das niederländische Fort Singelenburgh gestanden. Wahrscheinlich im Zuge des seit 1733 andauernden Accra-Akwamu-Konflikts und der niederländischen Beteiligung an diesen Auseinandersetzungen sahen sich die Niederländer 1737 gezwungen, die neuerrichtete Niederlassung wieder aufzugeben.
1745 wurde an dieser Stelle auf Veranlassung des dänischen Gouverneurs August Frederick Hackenborg nach einer Übereinkunft mit einheimischen Autoritäten eine dänische Handelsloge errichtet.

## Grundsteinlegung
Obwohl hier der Grundstein zu einer dänischen Festung gelegt wurde, wurde die feierliche Zeremonie der Grundsteinlegung am 22. Juni 1784 durch Adade, den Bruder des Königs von Groß-Popo, vollzogen, während Prinz Ofoli von Klein-Popo „den Kalk strich“, d. h. den Mörtel bereitete und damit den Grundstein ummauerte. Der Zeremonie wohnten Gouverneur Jens Adolf Kjöge und anderer Vertreter des dänischen Gouvernements bei. Dem Umstand, dass die Grundsteinlegung durch zwei afrikanische Prinzen vollzogen wurde, verdankt das Fort seinen Namen.
Dem Festungsbau ging ein Krieg voraus, der die gesamte westliche Minaküste erfasst hatte. Ursprünglich war es nur ein Konflikt zwischen den Adas und den Anlos, aber nachdem ein Ada-Feldzug mit dänischer Beteiligung am 14. Februar 1784 auf Fort Kongensteen beschlossen und kurze Zeit später auch begonnen wurde, hatten auch andere Nationen in diesen Konflikt eingegriffen. So unterstützten neben zahlreichen Ewe-Nationen bspw. auch der König von Whydah und die Briten die anti-dänische Anlo-Partei, letztere in Verbindung mit der Zusicherung zu einer Genehmigung zur Forterbauung an der Küste im Falle des Sieges. Allerdings verzichtete man bei den Briten auf eine direkte militärische Konfrontation mit Dänemark, nicht zuletzt wegen der damaligen Ereignisse in den amerikanischen Kolonien und der Befürchtung, Dänemark damit auf die Seite Frankreichs und dessen Verbündete zu drängen. Die dänische Fraktion ging schließlich als Sieger aus dem Krieg hervor.

## Bestimmung und Nutzung des Forts
Die eigentliche Bestimmung des Forts lag im militärischen Schutz der dortigen dänischen Faktorei. Aufgrund der dänischen Allianz mit den Adas waren die Ketas und andere, vornehmlich Ewe-Völker des Küstenbereichs und des küstennahen Hinterlandes sehr anti-dänisch bzw. allgemein anti-europäisch eingestellt. Auf Dauer wäre somit der Fortbestand der Faktorei in Keta, als auch weiterer, östlich der Voltamündung bis hin zum Königreich Whydah geplanter Niederlassungen ohne militärischen Schutz nicht gewährleistet gewesen.
Die Handelsschwerpunkte in Keta bestanden anfänglich vornehmlich im Sklavenhandel aber auch im Handel mit Elfenbein und anderer begehrter Handelsware, wie z. B. Gewürze oder Textilien, letztere mit Bestimmung für andere Märkte Westafrikas.
Der Zeitraum, in dem Fort Prinzenstein als Sklavensammel- und -verschiffungsstation diente, war nicht allzu lang. Per Dekret vom 16. Mai 1792 verfügte der dänische König, dass mit Beginn des Jahres 1803 jeglicher Sklavenhandel in allen dänischen Besitzungen in Westindien und Afrika aufhören solle. Dänemark war damit die erste europäische Nation, die den Sklavenhandel abschaffte. In dem zehnjährigen Übergangszeitraum sollten Bedingungen geschaffen werden, um die finanzielle Verluste, die durch die Abschaffung des Sklavenhandels entstünden, zu kompensieren. 
Neben der Funktion als Handelsposten wurde Fort Prinzenstein in der Folgezeit vornehmlich als Kaserne und Gefängnis genutzt.
Im Jahr 1850 wurde Fort Prinzenstein, wie auch der Rest der dänischen Besitzungen auf der Goldküste an die Briten verkauft. Diese nutzten es ebenfalls als Gefängnis.
Seit den 1980er Jahren wird das Fort auf Grund von Bodenerosion immer mehr von der Meerseite aus zerstört. Es ist heute nur noch eine Attraktion für Touristen.

## Galerie

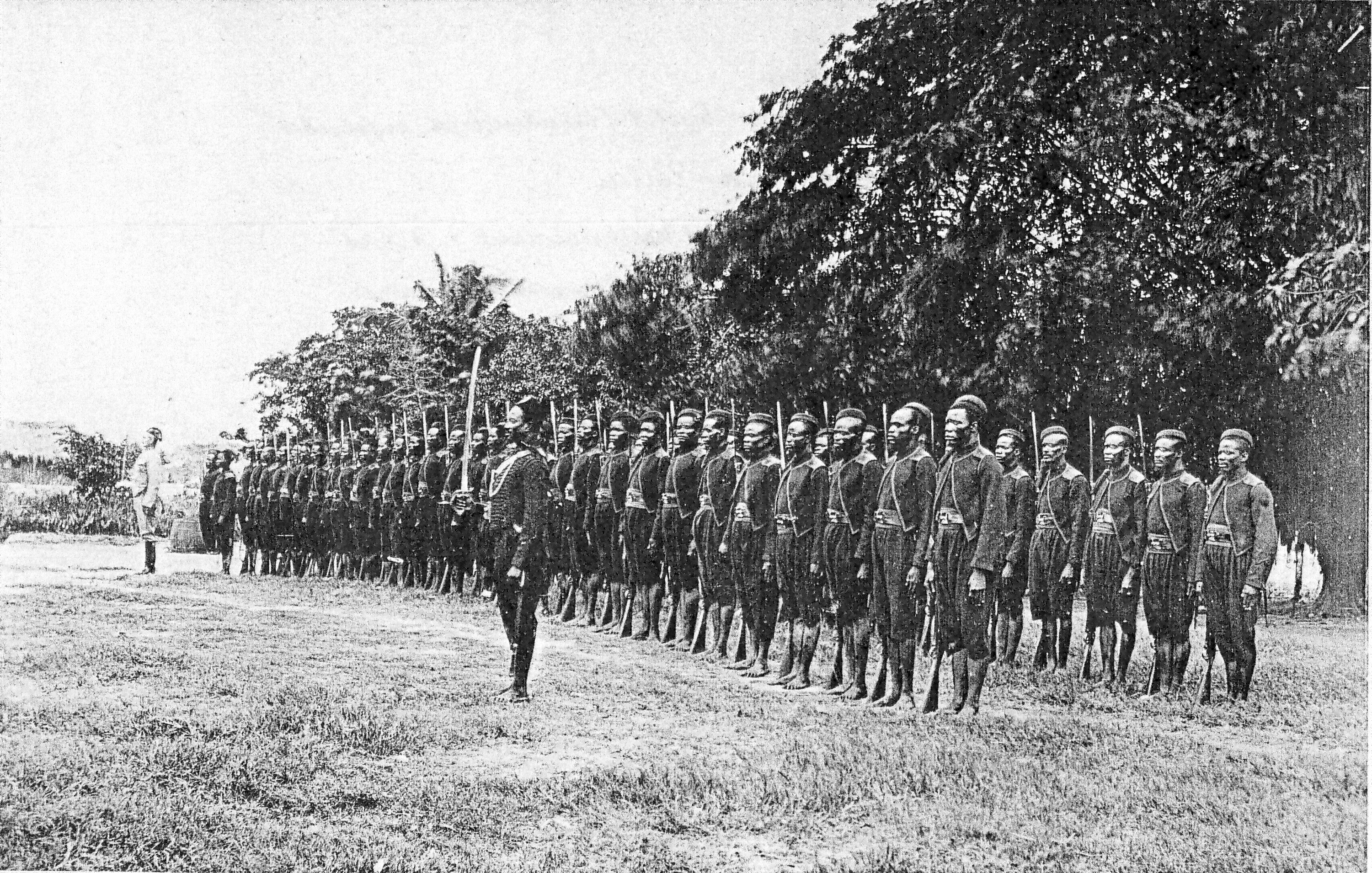
Britische Haussa-Soldaten in Keta, 1892
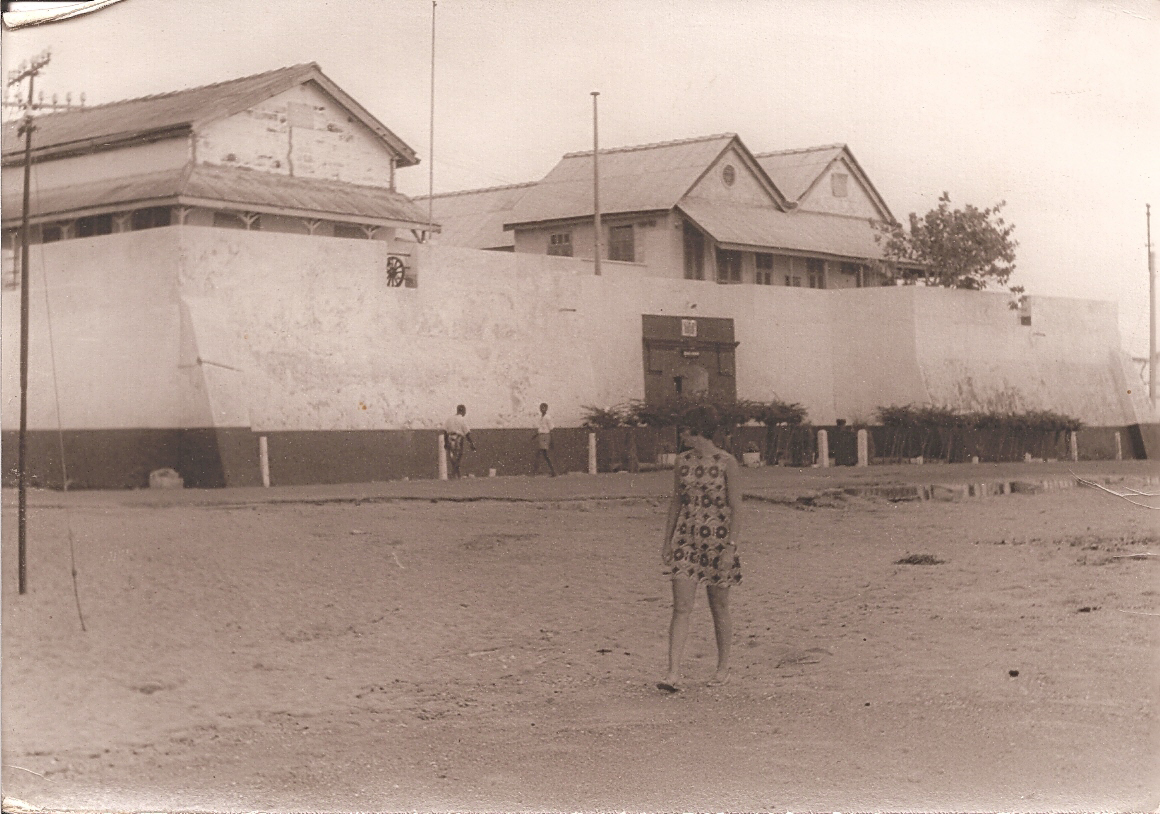
Fort Prinzenstein, 1970
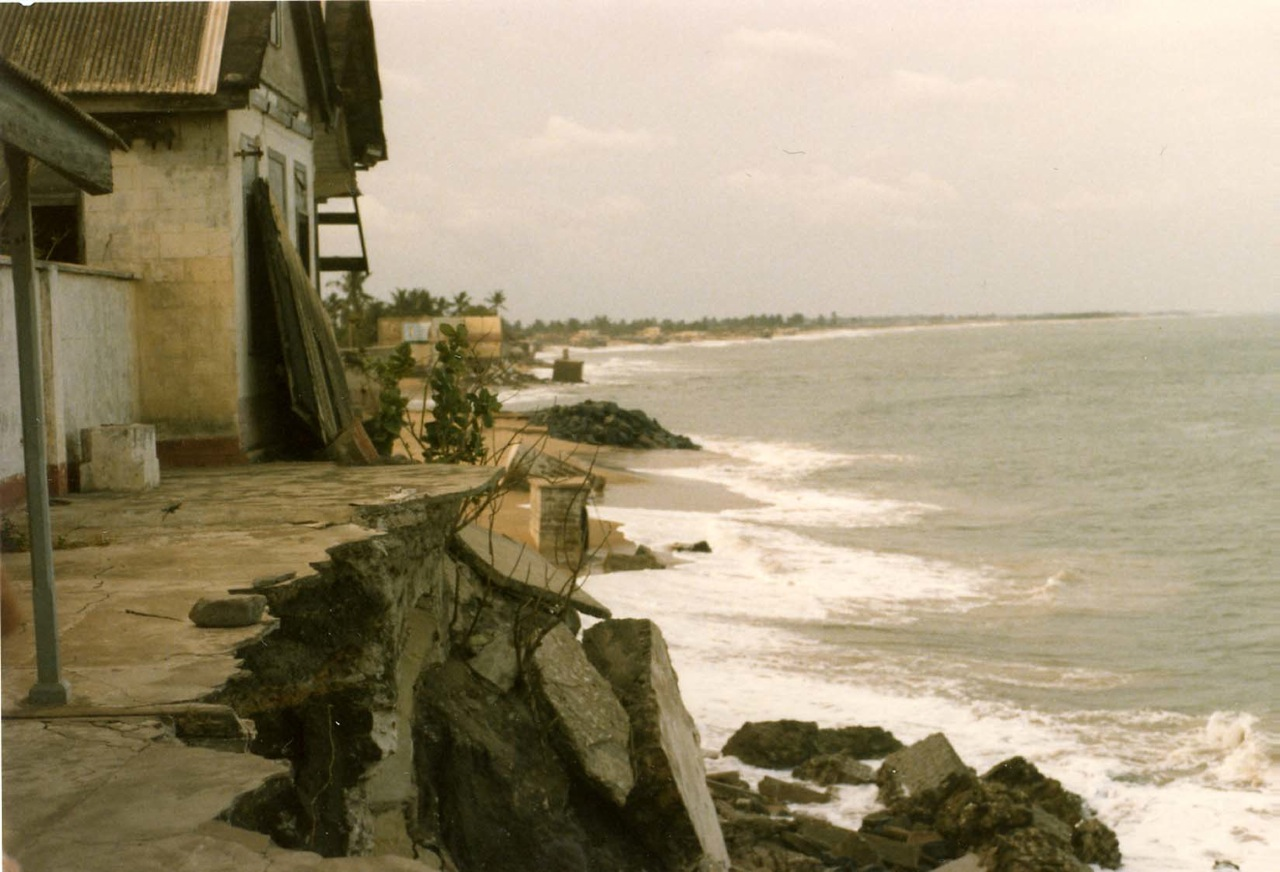
Die Bodenerosion an der Seeseite vor Fort Prinzenstein, Januar 1985
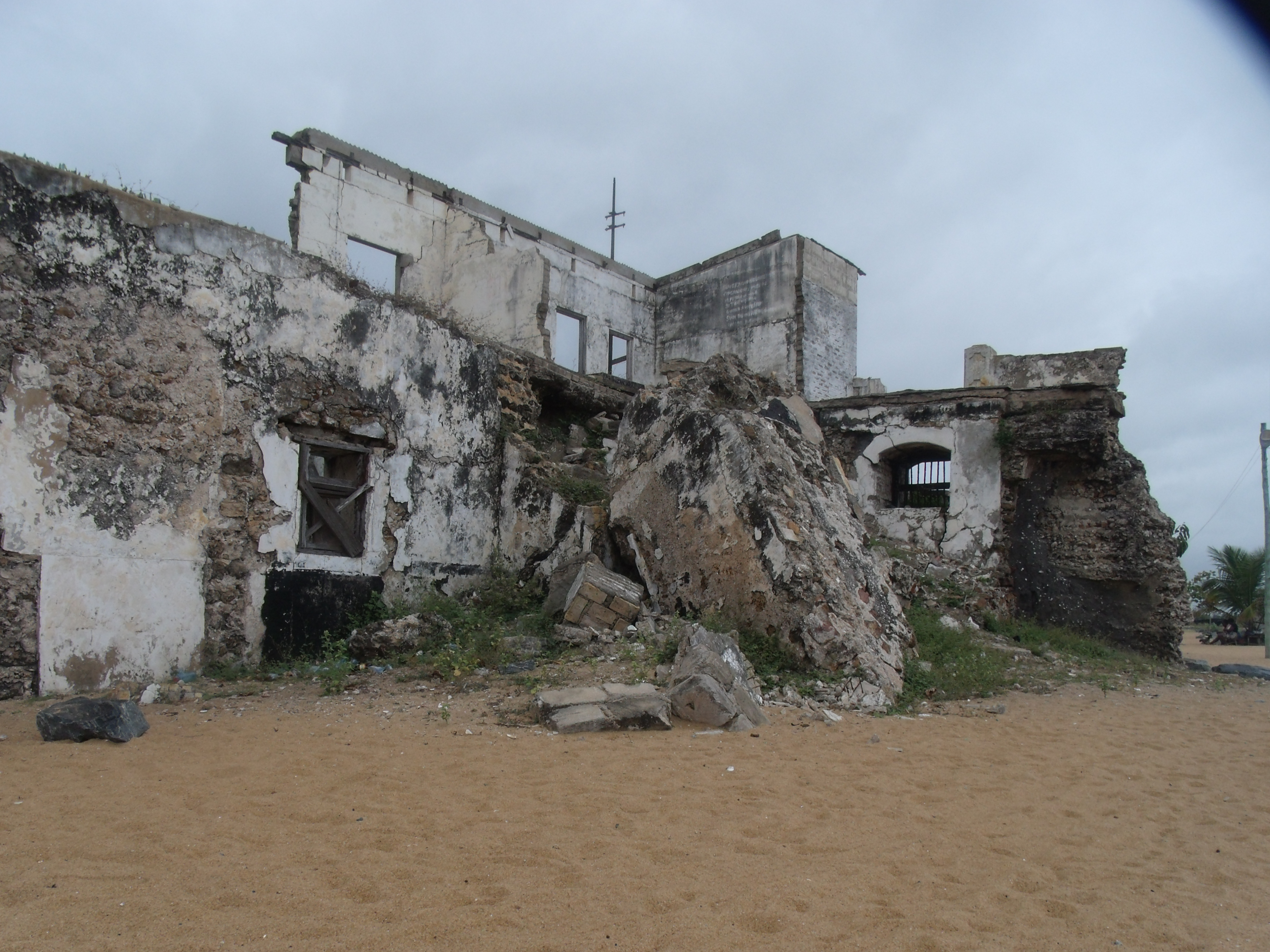
Ruine des Forts, 2012
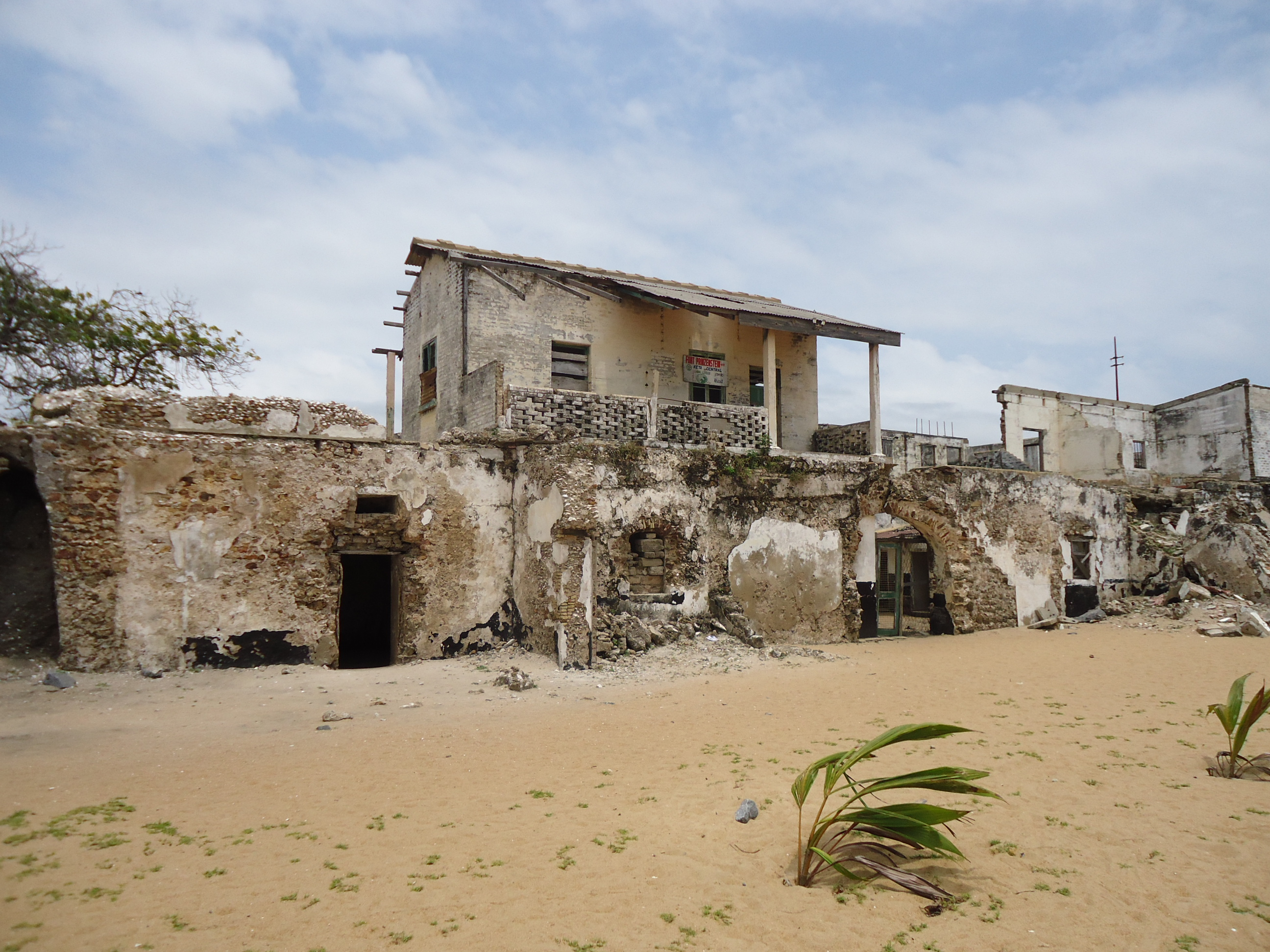
Ruine des Forts, 2012